# Asellaria saezii
Asellaria saezii är en svampart som beskrevs av L.G. Valle 2006. Asellaria saezii ingår i släktet Asellaria och familjen Asellariaceae.   Inga underarter finns listade i Catalogue of Life.